# Gouvernement Sorsa I
République de Finlande
Paasio II  Liinamaa 
Le gouvernement Sorsa I (en finnois : Sorsan I hallitus) est le 56ème  gouvernement de la République de Finlande.
Le gouvernement a siégé du 4 septembre 1972 au 13 juin 1975.

## Composition
Les ministres du gouvernement sont les suivants:
| Titre                                                                  | Ministre            | Période   | Période    | Parti | Parti           |
| ---------------------------------------------------------------------- | ------------------- | --------- | ---------- | ----- | --------------- |
| Premier ministre                                                       | Kalevi Sorsa        | 4.9.1972  | 13.6.1975  |       | SDP             |
| Vice-Premier ministre Ministre des Affaires étrangères                 | Ahti Karjalainen    | 4.9.1972  | 13.6.1975  |       | Parti du centre |
| Vice-ministre des Affaires étrangères et du commerce et de l'industrie | Jussi Linnamo       | 4.9.1972  | 5.5.1973   |       | SDP             |
| Vice-ministre des Affaires étrangères et du commerce et de l'industrie | Jermu Laine         | 5.5.1973  | 13.6.1975  |       | SDP             |
| Ministre de la Justice                                                 | Matti Louekoski     | 4.9.1972  | 13.6.1975  |       | SDP             |
| Ministre de l'Intérieur                                                | Heikki Tuominen     | 4.9.1972  | 13.6.1975  |       | amm.            |
| Ministre de la Défense                                                 | Kristian Gestrin    | 4.9.1972  | 30.9.1974  |       | RKP             |
| Ministre de la Défense                                                 | Carl-Olaf Homén     | 1.10.1974 | 13.6.1975  |       | RKP             |
| Ministre des Finances                                                  | Johannes Virolainen | 4.9.1972  | 13.6.1975  |       | Parti du centre |
| Vice-ministre des Finances                                             | Esko Niskanen       | 4.9.1972  | 13.6.1975  |       | SDP             |
| Vice-ministre des Finances                                             | Heikki Tuominen     | 30.9.1974 | 13.6.1975  |       | Ind.            |
| Ministre de l'Éducation                                                | Ulf Sundqvist       | 4.9.1972  | 31.5.1974  |       | SDP             |
| Ministre de l'Éducation                                                | Varma Kallio        | 1.6.1974  | 9.9.1974   |       | SDP             |
| Ministre de l'Éducation                                                | Ulf Sundqvist       | 9.9.1974  | 13.6.1975  |       | SDP             |
| Vice-Ministre de l'Éducation                                           | Marjatta Väänänen   | 4.9.1972  | 13.6.1975  |       | Parti du centre |
| Ministre de l'Agriculture et des forêts                                | Erkki Haukipuro     | 4.9.1972  | 31.7.1973  |       | Parti du centre |
| Ministre de l'Agriculture et des forêts                                | Heimo Linna         | 1.8.1973  | 13.6.1975  |       | Parti du centre |
| Ministre des transports Vice-ministre de l'intérieur                   | Pekka Tarjanne      | 4.9.1972  | 13.6.1975  |       | Liberaalit      |
| Ministre du commerce et de l'industrie                                 | Grels Teir          | 4.9.1972  | 31.12.1972 |       | RKP             |
| Ministre du commerce et de l'industrie                                 | Jan-Magnus Jansson  | 1.1.1973  | 30.9.1974  |       | RKP             |
| Ministre du commerce et de l'industrie                                 | Kristian Gestrin    | 1.10.1974 | 13.6.1975  |       | RKP             |
| Ministre des Affaires sociales                                         | Seija Karkinen      | 4.9.1972  | 13.6.1975  |       | SDP             |
| Vice-ministre des Affaires sociales                                    | Pentti Pekkarinen   | 4.9.1972  | 20.1.1975  |       | Parti du centre |
| Vice-ministre des Affaires sociales                                    | Reino Karpola       | 7.2.1975  | 13.6.1975  |       | Parti du centre |
| Ministre de l'emploi                                                   | Valde Nevalainen    | 4.9.1972  | 13.6.1975  |       | RKP             |